# Бурдж аль-Мамлака
Бурдж аль-Мамлака (Королівський центр) (араб. برج المملكة)  — хмарочос в Ер-Ріяді, Саудівська Аравія. Будівництво було розпочато в 1999 і завершено в 2002 році. Висота 99-поверхової будівлі становить 309 метрів, з урахуванням антени 311 метрів. У 2002 році хмарочос отримав нагороду Emporis Skyscraper Award, як найкращий хмарочос у світі, збудований в цьому році. Королівський центр належить принцу королівської сім'ї Аль-Валіду ібн Талалу ібн Абделю Азізу ас-Сауду. Хмарочос є штаб-квартирою компанії принца Kingdom Holding Company. 
В будинку розташований готель Four Seasons Hotel Riyadh, також в ньому є магазини, офіси, апартаменти та найвища у світі мечеть. На висоті 297 метрів розташована обсерваторія.